# Killraven
Killraven, il cui vero nome è Jonathan Raven, detto "Il guerriero dei mondi", è un personaggio dei fumetti creato da Roy Thomas, Gerry Conway (testi) e Neal Adams (testi e disegni), pubblicato dalla Marvel Comics. Il personaggio è stato descritto in diversi film come un combattente per la libertà Fantascienza apocalittica e postapocalittica. L'ambientazione fantascientifica delle sue avventure è ispirata al romanzo La guerra dei mondi di H. G. Wells del 1897. È apparso per la prima volta in Amazing Adventures (seconda serie) n. 18 (maggio 1973). La testata del personaggio è ricordata per essere stato il primo fumetto statunitense a mostrare un bacio interrazziale.

## Biografia del personaggio

### Origini
In un futuro non troppo lontano sulla Terra (chiamata Terra-691), i marziani del romanzo La guerra dei mondi di H. G. Wells ritornano nel 2001 per provare, nuovamente, a conquistare il pianeta. Essi ci riescono e riducono in schiavitù la razza umana. Così gli uomini della razza umana vengono addestrati affinché possano diventare dei gladiatori che si sfidino all'ultimo sangue in dei veri e propri incontri, solo per il piacere dei marziani; le donne, invece, sono usate per allevare le scorte di bambini, che verranno poi mangiati dai marziani.
Il gladiatore Jonathan Raven, con il nome di battaglia "Killraven", riesce a fuggire grazie all'aiuto del "custode", ma senza riuscire a trarre in salvo anche suo fratello "Deathraven". Killraven entra a far parte, così, dei Freemen, un gruppo di combattenti ben organizzato che si schierano contro i Marziani.
La storia continua, tra gli anni 2018 e 2020, con Killraven e i Freemen che si spostano di città in città (da New York a Cape Canaveral), alla ricerca dello scomparso fratello del protagonista, incrociando spesso povera gente vittima degli esperimenti disumani che i marziani e il cyborg Skar conducono su di loro.
Sul finale i Freemen riescono a trovare il fratello di Killraven, Deathraven, ma amareggiati scoprono che egli è diventato un valido collaboratore dei marziani.

## Altri personaggi
Oltre a Killraven e a Deathraven, nel fumetto erano presenti parecchi personaggi che facevano parte dei "Freemen": M'Shulla Scott; Camilla Frost, con la quale avviene il famoso bacio interrazziale (luglio 1975); il cinico Hawk; il possente Old Skull; Volcana Ash; Mint Julep e Grok, il clone del padre di Camilla.
Gli antagonisti maggiori sono, oltre ai marziani e al cyborg Skar, Ptsun-Rage, Death-Breeders, Atalon the Fear Master, the Sacrificer e Abraxas.

## Altri media
Nel 2005 la Sony Pictures annuncia di aver acquistato dalla Marvel i diritti di "Killraven". Secondo delle fonti, i Marvel Studios e la Sony furono in negoziazione con lo sceneggiatore premio Pulitzer Robert Schenkkan per scrivere il film. È da molto tempo, però, che non si hanno più notizie al riguardo.

## Pubblicazioni in italiano
La serie, interrotta negli Stati Uniti per scarse vendite, è stata pubblicata in appendice alle riviste Conan & Ka-Zar (dal numero 34 al 44) e Fantastici Quattro (dal numero 194 al 223) dell'Editoriale Corno dal giugno 1976 al novembre del 1979. Nel 1986 la Labor Comics distribuisce la versione italiana della graphic novel del 1983 di Don McGregor e P. Craig Russell contenente la conclusione tanto attesa dai fan del personaggio. Nel 2001 Alan Davis lo riprende in una nuova miniserie dal titolo "Killraven". Nel 2009, per la casa editrice Panini, esce, nella collana "Only For Fans", la versione monografica in italiano.